# 首爾足球俱樂部
首尔足球俱乐部（韓語：FC 서울），中文常简称为FC首爾，是大韓民國一個知名职业足球俱乐部，位于首尔特别市，参加K聯賽1（舊稱：經典K聯賽）。俱乐部为GS集团的子公司GS体育所有，是韩国最为成功及受欢迎的足球俱乐部之一，共六次夺得国内顶级联赛冠军，亦曾两次夺得韓國足協杯，两次夺得韩国联赛杯，一次夺得韩国超级杯。首尔足球俱乐部于1983年12月成立，时名为乐喜金星足球俱乐部，得名于其当时的拥有者乐喜金星集团（今LG集团）。2012年，首尔FC被评为經典K聯賽（現K聯賽1）最有价值足球俱乐部。

## 历史

### 成立之初（1983–1989）
首尔FC的前身“乐喜金星足球俱乐部”于1983年12月22日正式成立，由乐喜金星集团所有（现名LG集团），以忠清道为根据地。起初球队以“黄牛”为名，缀于球队名之后。乐喜金星集团自1982年起开始实行球队的成立准备工作，最初计划以首尔为根据地。1984赛季是球队的K聯賽处子赛季，但成绩不佳，最终排名第七位，列倒数第二。1985赛季，球队夺得联赛冠军，是为球队首冠。当季乐喜金星阵中拥有泰国国家足球队成员披耶篷·霹雅安，是当季联赛最佳射手及助攻手。

### 两度搬迁（1990–2003）
1988年初，乐喜金星队准备搬迁至首尔（时称汉城），于当年开始准备工作。1989年末，考虑到各俱乐部财政问题，K联盟决定邀请各足球俱乐部迁至首尔，因为首都拥有较多的人口与较大的市场。由此乐喜金星队便顺理成章地落户首尔，以东大门运动场为主场。1990年，球队在搬迁阵地之后就立刻获得联赛冠军。1991年，根据LG集团的内部决议，俱乐部更名为LG猎豹。1996年，球队再度被迫搬迁至安养市。根据韩国足协的决议，任何球队被禁止以首尔作为主场，因为较大的市场与人口使得在当地的球队具有很明显的优势，而对他队不公。球队也易名为安养LG猎豹。在接下来几年内，球队的固定球迷班底形成，而他们也与水原三星蓝翼成为宿敌，是为LG与三星电子于各领域竞争的一部分。球队于2000年夺下队史上第三个联赛冠军，当时首尔FC阵中拥有边后卫李荣杓和前锋崔龙洙等著名球员。

### 回归首尔（2004–）
1995年，韩国获得了2002年世界杯足球赛的主办权，首尔因此建立起10座新体育场。世界杯结束后，韩国世界杯赛事组织委员会和韩国足协考虑到新场馆的收支问题，决定为新场馆寻找归属球队，因而又支持各俱乐部迁入新场馆。但受到之前首尔禁迁令的影响，首尔世界杯体育场未有球队接手，仅于国际友谊赛时供韩国国家足球队使用。为抵消球场的维持费用，首尔市政府与韩国足协被迫开始寻找有意愿迁入的球队。最初官方倾向建立一支新球會，不过按照规定新球队必须负担部分体育场的兴建费，使得这个计划变得不可行。于是官方开始寻找其他希望迁入首尔的球会。当时的LG安养猎豹由于拥有LG的赞助，且LG亦因搬回首都有助于增加广告效益而支持迁回首尔。2004年2月，安养猎豹迁回首尔，而LG也付了约700万美元的球场费用
2004年6月，LG集团的具氏及许氏两大家族不和，宣布决裂，球队转由许氏家族新成立的GS集团控制。

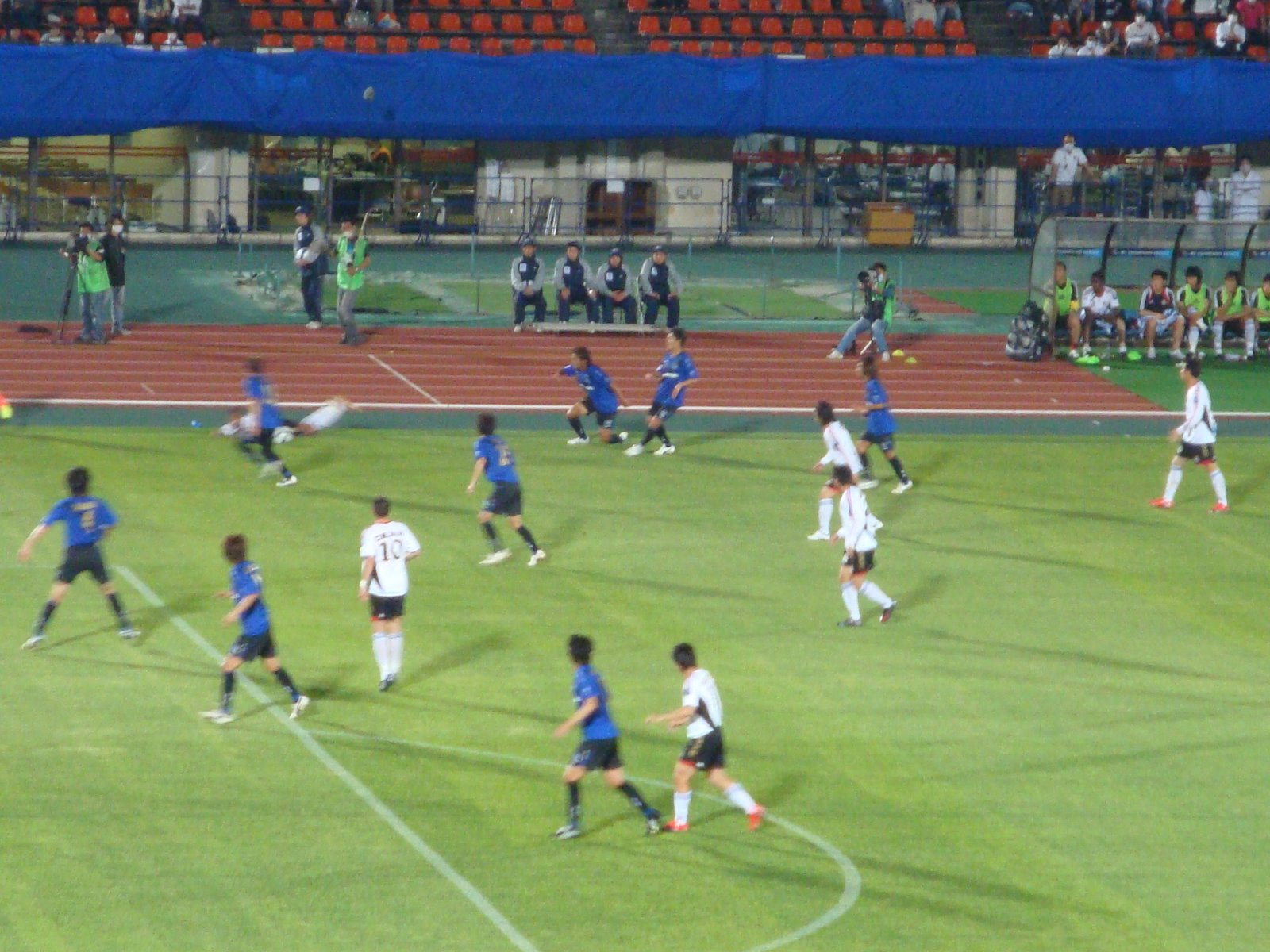
2009年亚足联冠军联赛，首尔FC于日本大阪萬博紀念競技場对阵日本球队大阪钢巴

2006年12月8日，土耳其教头谢诺尔·居内什接任球队主教练。2007赛季之初，球队取得一次三连胜，而在与水原三星蓝翼的德比赛事中，球队以4–1大胜对手。而在双方第二回合的交手中，首尔以0－1的比分落败。此后球队更是遭遇了伤病潮，使得首尔未能杀入季后淘汰赛；但是首尔成功打入当年的联赛杯决赛。居内什带队的第二个赛季，球队出现了改变。尽管主力前锋朴主永转会至法甲球队AS摩纳哥，首尔仍依靠李青龙、奇诚庸和黑山前锋德扬·达米亚诺维奇等球员的出色发挥，得以夺得亚军，在冠军赛中被水原击败。球队因此获得2009年亚足联冠军联赛的参赛席位。
在2009年亚足联冠军联赛小组赛中，首尔首战4－2战胜了印尼球队斯里维加亚，随后便遭遇三轮不胜，败给日本球队大阪钢巴，在与中国球队山东鲁能的两回合较量中取得一平一负，出线机会渺茫。但首尔于随后两轮取得连胜，再加上出线竞争对手山东鲁能爆冷败给斯里维加亚，首尔得以“起死回生”，以F组次名自小组出线进入淘汰赛。淘汰赛阶段，首尔在与鹿岛鹿角的两回合较量中以5－4的总比分将之淘汰，进入半决赛。此后首尔以两回合3－4的比分败给卡塔尔俱乐部乌姆沙拉尔，止步半决赛。这是亚足联冠军联赛改制以来首尔于洲际赛场上的首次亮相。
2009年11月25日，居内什返回老东家特拉布宗体育执教。
2009年12月14日，首尔FC任命葡萄牙教练内罗·文加达为主教练。2010年8月25日，首尔以3－0的比分击败全北现代汽车夺得当年韩国联赛杯冠军。联赛方面，首尔FC以20胜2平6负的战绩积62分夺冠，成为2010年双冠王。2010年5月5日首尔FC对阵城南一和天马的比赛中，共有60,747名观众入场观赛，创造韩国体育史上最多现场观赛人数纪录。在季后淘汰赛的第二回合比赛，共有56,769人观战，亦创下K聯賽季后淘汰赛入场观赛人数纪录。整个赛季，共有546,397人次（平均每场32,576人）入场观赛，皆为韩国足球史上最多。
2010年12月13日，文加达因薪酬分歧未能与俱乐部达成续约协议，最终返回葡国。

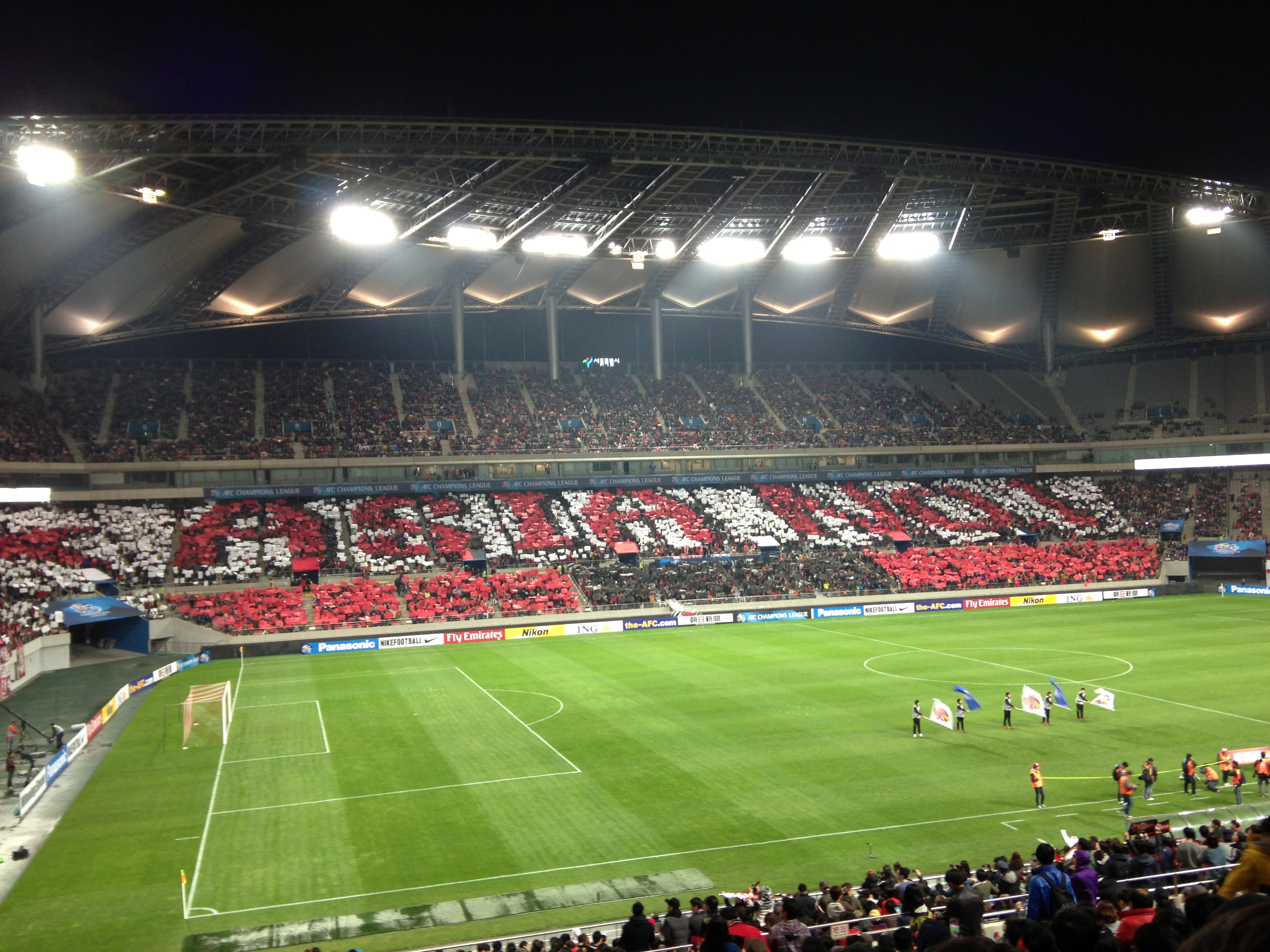
2013年，首尔FC闯入2013年亚足联冠军联赛决赛。决赛首回合开赛前，首尔球迷打出“ASIA NO.1”的字样方阵

2012年，前首尔FC前锋崔龙洙出任球队主教练，而他已于先前担任过球队的助理教练和代理主教练，帮助球队完成2011赛季的比赛，获得联赛季军、亚冠16强，前锋德扬打入23球成为射手王。执教期间，崔龙洙追求全攻打法，致力于建立三后卫的完整进攻体系。
2012赛季，首尔FC以29胜9平6负积96分，以领先次名15分的优势夺得联赛冠军。阵中的黑山前锋德扬·达米亚诺维奇持续高光表现，整个赛季共打入31球成为射手王，而哥伦比亚中场毛里西奥·莫利纳亦录得19次助攻成为助攻王。2012赛季末尾，崔龙洙被评为最佳主教练，德扬被评为当季最有价值球员（MVP），门将金龙大获得联赛特别奖。此外，门将金龙大、后卫阿迪尔森·多斯·桑托斯、中场河大成和毛里西奥·莫利纳和前锋德扬皆入选年度最佳阵容。
2013赛季，首尔获得联赛第四名，前锋德扬再次以19粒进球成为射手王。而在2013年亚足联冠军联赛中，首尔FC表现强劲，以3胜2平1负战绩以小组头名出线，于淘汰赛中先后击败北京国安、吉达阿赫利和德黑兰独立，杀入2013年亚足联冠军联赛决赛。在决赛的较量中首尔FC以2－2的比分与2012年中超联赛冠军广州恒大战平，因客场进球的劣势屈居亚军。这是首尔FC参与洲际赛事的最好成绩。崔龙洙于当年亦被评为亚足联年度主教练。
2014赛季，首尔多名主力离队，后卫阿迪尔森退役进入教练组，中场核心河大成加盟中超俱乐部北京国安，而德扬亦离队加盟江苏舜天。首尔则引进西班牙后卫奥斯马尔·巴尔瓦和巴西前锋埃韦顿·桑托斯填补空缺。最终，首尔获得联赛季军，亚冠联赛中于半决赛为当季冠军西悉尼流浪者所淘汰。2015赛季，首尔获得联赛第四位，但夺得当年韩国足协杯冠军，仍然获得次年亚冠联赛席位，得以连续5年出战洲际赛事。赛季中期，朴主永回归球队，此外首尔亦引进了巴西前锋卡洛斯·阿德里亚诺·索萨·克鲁斯和日本中场高萩洋次郎两位外援。亚冠联赛中于1/8决赛为柏太阳神淘汰。

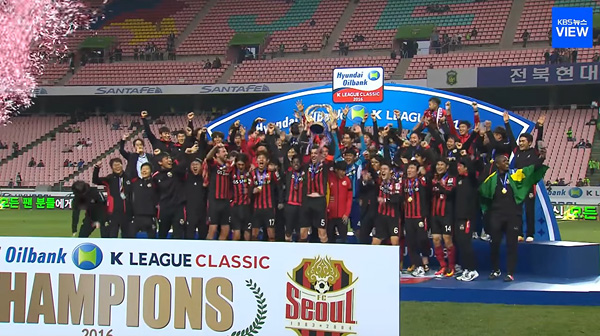
首尔FC夺得2016年韩国职业足球经典联赛冠军

2016赛季，西班牙后卫奥斯马尔成为球队首位外籍队长。赛季中期，崔龙洙离队加盟中超球队江苏苏宁，由黄善洪接替主教练。崔龙洙离队时首尔排名联赛次席，并已于亚冠联赛中打入8强。
2016年6月21日，首尔FC任命前国脚黄善洪为主教练。7月7日，前国脚郭泰辉回归球队。亚冠联赛半决赛，首尔FC输给国内球队全北现代汽车，无缘决赛。11月6日，黄善洪率队在联赛最后一轮1－0击败全北现代汽车，于积分榜上反超并力压对手夺得队史第六座联赛冠军。
黄善洪在2018年4月30日因战绩不佳下课，俱乐部请回原功勋主帅崔龙洙二次执教。

## 主场
FC首爾的主场是首爾世界盃競技場，位于首尔市麻浦區（原文：서울특별시 마포구），球場本身是為了作為2002年日韓世界盃主球場所建，FC首爾於2004年开始使用，同樣使用此球場為主場的還有韩国國家足球隊。球场可容纳66,704人，为亚洲规模最大的专业足球场。而FC首爾的訓練基地則位於京畿道九里市的GS冠军公园。

## 文化

### 象征
首尔FC目前的队徽于2004年3月19日启用，主体为八角形的红黑条纹图案。八角形取自首尔世界杯体育场的穹顶设计，灵感来源于韩国传统的风筝模样。风筝意为“飞得更高”，喻指首尔FC俱乐部成为世界顶级足球俱乐部的野心；红黑条纹则来自球队球衣颜色，红色象征野心、热忱和挑战，金色象征荣耀和底蕴，黑色则象征高贵和力量。六角形图案上写有FC SEOUL的字样。字样下方，写有1983和2004两个年份，分别指首尔FC前身乐喜金星足球队的成立年份，以及搬迁至首尔并更名为现名的年份。字样上方是冠有燃烧火团的足球，而燃烧的火团象征对于足球的热爱。此外，俱乐部的前身亦曾使用过数个不同版本的队徽。2003年，俱乐部使用20周年纪念版队徽。
目前球队的吉祥物是2004年4月启用的“SSID”，为“Seoul & Sun In Dream”（梦幻之首尔与太阳）的缩写，为一只红色皮肤的外星生物。俱乐部的前身乐喜金星足球队和安养LG队曾使用黄牛和猎豹作为吉祥物。

### 德比赛事

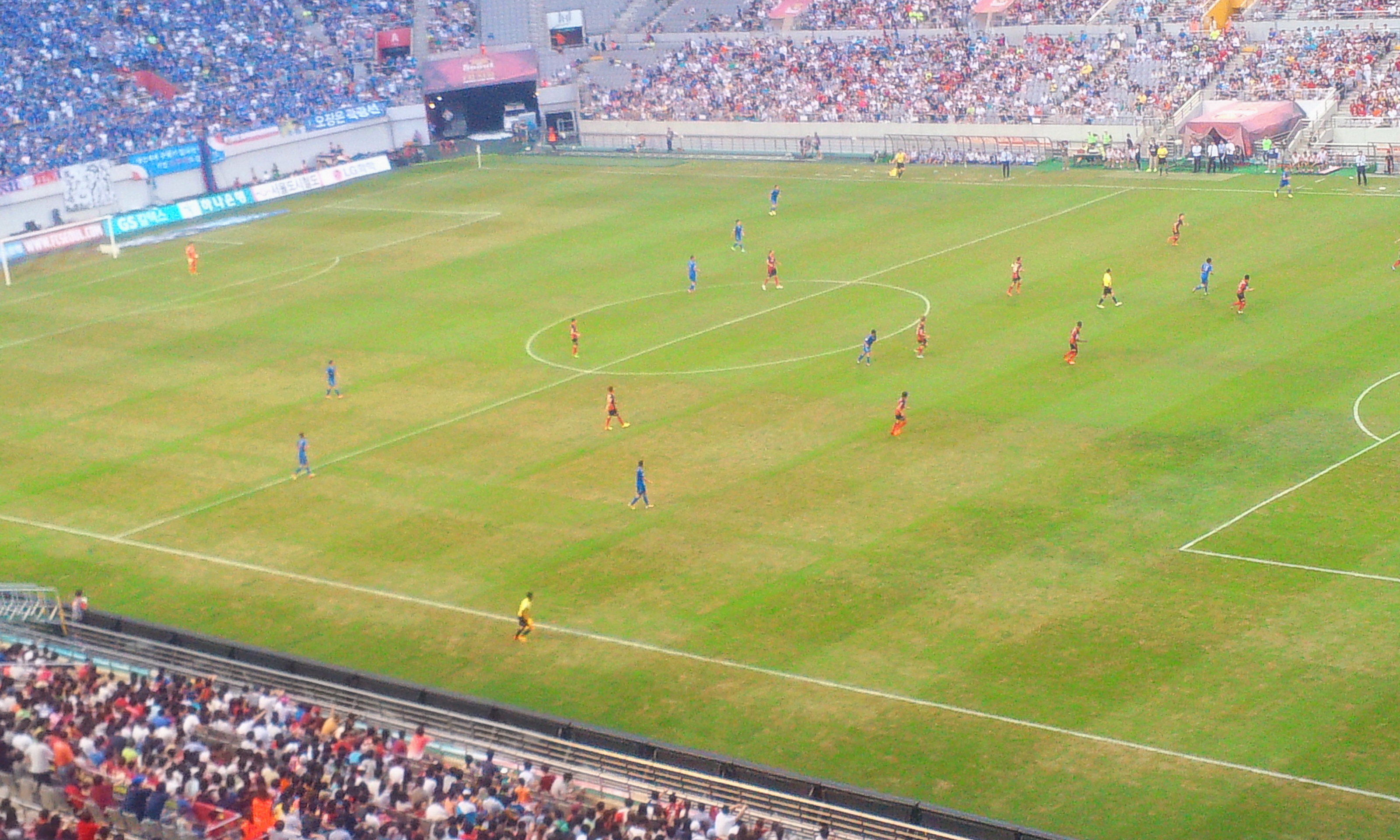
2013年8月一场Super Match的赛况

FC首爾与水原三星蓝翼之间的较量被称为Super Match（슈퍼매치），是为韩国拥有国家德比地位的对决。二者间的较量总能吸引大量观众入场观赛，2007年4月8日共有55,397人入场，为Super Match史上最多。现以水原三星蓝翼取胜次数较多。
FC首爾与仁川联之间的较量称为京仁德比，以FC首爾取胜次数较多，占据历史优势。2014年新成立的俱乐部首尔衣恋主场位于首尔奥林匹克体育场，参加K聯賽2。其与FC首爾的对决称为首尔德比，但是二者还从未有过对决。
历史上FC首爾的前身LG猎豹与首尔另两家俱乐部城南一和和油公大象之间的比赛称为东大门德比。

### 球迷

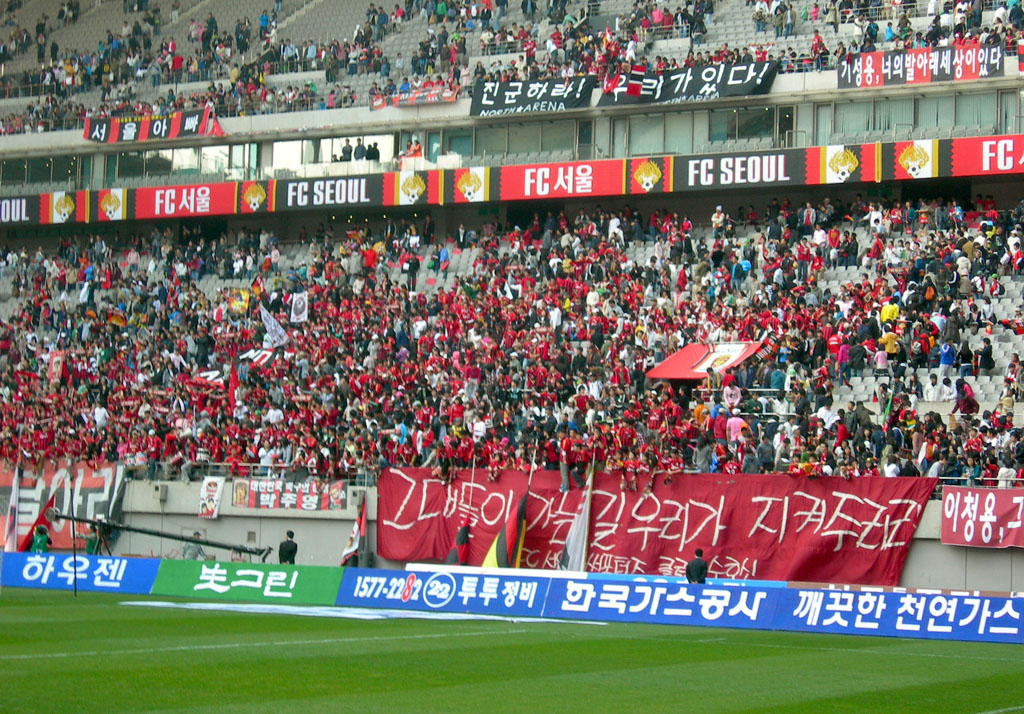
为FC首爾助威的球迷，摄于2007年4月

首尔FC空置了12号球衣，以之代表球迷及支持者，意为球队场上11名球员之外的第12人。首尔FC规模最大的助威团体名为“守护神”（ Suhoshin），于2004年4月成立；此外亦有众多小规模球迷团体。助威团的领袖依性别分别称为“V-Man”（V맨）和“V Girls”（V걸스），其中“V”象征胜利。除首尔本地的支持者外，球队的支持者亦包括前乐喜金星足球队、LG猎豹队以及安养LG猎豹队的球迷。

### 流行文化
首尔FC曾出现于许多韩剧、韩国电影及电视真人秀中。韩剧包括《你来自哪颗星》（넌 어느 별에서 왔니，2006）、《向大地头球》（맨땅에 헤딩，2009）和《千次的吻》（천 번의 입맞춤，2011）。电影包括《无法忍受》（참을 수 없는，2010）、《舞后》（댄싱퀸，2012）、《Running Man》（런닝맨，2013）、《Big Match》（2014）和《长寿商会》（장수상회，2015）。电视真人秀包括《我們結婚了》（우리 결혼했어요，2008年Marco与孙淡妃篇）和《我们小区艺体能》（우리동네 예체능，2014年“我们小区”足球队对阵首尔FC老球星）。

## 殊榮

### 國内聯賽
- 經典K聯賽

 冠軍（6）： 1985, 1990, 2000, 2010, 2012, 2016
 亞軍（5）： 1986, 1989, 1993, 2001, 2008

### 國内盃賽
- 韓國足總盃

 冠軍（2）： 1998, 2015
 亞軍（2）： 2014, 2016
- 韓國聯賽盃

 冠軍（2）： 2006, 2010
 亞軍（4）： 1992, 1994, 1999, 2007
- 韓國超級盃

 冠軍（1）： 2001
 亞軍（1）： 1999
- 全国足球锦标赛

 冠軍（1）： 1988

### 亞洲賽事
- 亞足聯冠軍聯賽

亞軍（2）： 2001-02, 2013
- 2017年賀歲盃足球賽

殿軍（1）： 2017

## 人事

### 2023年球員名單
| 主教練： | 安益秀 |

| 號碼   | 國籍     | 球員名字                     | 年龄           |
| 守門員 | 守門員   | 守門員                       | 守門員         |
| ------ | -------- | ---------------------------- | -------------- |
| 1      | 大韩民国 | 白钟范                       | 2001年1月21日  |
| 18     | 大韩民国 | 黄成民                       | 1991年6月23日  |
| 21     | 大韩民国 | 崔哲远                       | 1994年7月23日  |
| 99     | 大韩民国 | Seo Ju-hwan                  | 1999年6月24日  |
| 後衛   |          |                              |                |
| 3      | 大韩民国 | 权万奎                       | 1991年11月20日 |
| 4      | 大韩民国 | 李尚珉                       | 1998年1月1日   |
| 15     | 大韩民国 | 姜祥佑（Kang Sang-woo）      | 1993年10月7日  |
| 16     | 大韩民国 | 崔准                         | 1999年4月17日  |
| 17     | 大韩民国 | 金振冶                       | 1998年6月30日  |
| 20     | 大韩民国 | 金贤德                       | 2004年11月5日  |
| 30     | 大韩民国 | 金朱晟                       | 2000年12月12日 |
| 36     | 大韩民国 | Bae Hyun-seo                 | 2005年2月16日  |
| 40     | 大韩民国 | Park Seong-hoon              | 2003年1月27日  |
| 44     | 大韩民国 | Ham Sun-woo                  | 2005年1月28日  |
| 55     | 约旦     | 亚赞·阿布·阿拉伯             | 1996年1月31日  |
| 88     | 大韩民国 | 李泰锡                       | 2002年7月18日  |
| 98     | 大韩民国 | 尹鍾奎（Yoon Jong-gyu）      | 1998年3月20日  |
| 中場   |          |                              |                |
| 6      | 大韩民国 | 奇誠庸（Ki Sung-yueng）      | 1989年1月24日  |
| 8      | 大韩民国 | Lee Seung-mo                 | 1998年3月30日  |
| 23     | 大韩民国 | Heo Dong-min                 | 2004年3月9日   |
| 25     | 大韩民国 | 朴尚勋                       | 2002年1月7日   |
| 26     | 塞尔维亚 | 亞歷山大·帕洛切維奇          | 1993年8月22日  |
| 27     | 大韩民国 | Min Ji-hoon                  | 2005年3月31日  |
| 29     | 大韩民国 | 柳杰文                       | 1993年11月8日  |
| 39     | 大韩民国 | Kang Ju-hyeok                | 2006年8月27日  |
| 41     | 大韩民国 | Hwang Do-yoon                | 2003年4月9日   |
| 42     | 大韩民国 | Park Jang Han-gyeol          | 2004年2月15日  |
| 66     | 大韩民国 | 韩承规                       | 1996年9月28日  |
| 77     | 大韩民国 | Lee Seung-joon               | 2006年3月20日  |
| 前鋒   |          |                              |                |
| 7      | 大韩民国 | 林尚協（Lim Sang-hyub）      | 1988年7月8日   |
| 9      | 大韩民国 | 金信镇                       | 2001年7月13日  |
| 10     | 英格兰   | 杰西·林加德（Jesse Lingard） | 1992年12月15日 |
| 11     | 大韩民国 | 姜成真                       | 2003年3月25日} |
| 19     | 大韩民国 | Kim Gyeong-min               | 1997年1月22日  |
| 28     | 大韩民国 | Son Seung-beom               | 2004年5月4日   |
| 32     | 大韩民国 | 曹永旭（Cho Young-wook）     | 1999年2月5日   |
| 70     | 葡萄牙   | 罗纳尔多·塔瓦雷斯            | 1997年7月22日  |
| 90     | 德国     | 斯坦尼斯拉夫·尤申科          | 1990年8月13日  |
| 94     | 巴西     | 威廉                         | 1994年2月17日  |

#### 历任队长
| 赛季                  | 队长     | 副队长   | 注释                  |
| --------------------- | -------- | -------- | --------------------- |
| 1984                  | 韓文培   |          |                       |
| 1985                  | 金光勋   |          |                       |
| 1986                  | 朴恒绪   |          | –1986/09/??           |
| 1986–1988             | 鄭海成   |          | 1986/09/??–           |
| 1989–1990             | 崔震澣   |          |                       |
| 1991–1992             | 李咏眞   |          |                       |
| 1993                  | 具相範   |          |                       |
| 1994                  | 崔英俊   |          |                       |
| 1995                  | 尹相喆   |          | −1995/08/04           |
| 1995–1996             | 李英益   |          | 1995/08/05–           |
| 1997                  | 赵秉英   |          |                       |
| 1998                  | 金奉洙   |          |                       |
| 1999                  | 姜俊好   |          | −1999/07/??           |
| 1999–2000             | 崔龙洙   |          | 1999/07/??–2000/05/09 |
| 2000                  | 金貴華   | 李荣杓   | 2000/05/10–           |
| 2001                  | 李相勋   |          | −2001/05/??           |
| 2001                  | 孫鉉俊   |          | 2001/05/??–           |
| 2002                  | 崔潤烈   |          |                       |
| 2003–2004             | 金承在   |          |                       |
| 2005–2006             | 李敏成   |          |                       |
| 2007–2008             | 李乙容   | 金致坤   |                       |
| 2009                  | 金致坤   | 金珍圭   |                       |
| 2010                  | 朴容昊   | 金珍圭   |                       |
| 2011                  | 朴容昊   | 玄泳民   |                       |
| 2012–2013             | 河大成   | 金珍圭   |                       |
| 2014                  | 金珍圭   | 高明振   |                       |
| align="center"\| 2015 | 高明振   | 奥斯马尔 | −2015/04/30           |
| align="center"\| 2015 | 车杜里   | 奥斯马尔 | 2015/05/01–           |
| 2016                  | 奥斯马尔 | 刘贤     | 首任外籍队长          |
| 2017                  | 郭泰辉   | 朴主永   |                       |
| align="center"\| 2018 | 申光勋   | 高约翰   | −2018/07/3            |
| align="center"\| 2018 | 高约翰   | 李雄熙   | 2018/07/04–           |

### 职员

#### 教练组
| 职位             | 姓名     | 注释 |
| ---------------- | -------- | ---- |
| 主教练           | 崔龙洙   |      |
| 一线队教练       | 金圣宰   |      |
| 一线队教练       | 朴容昊   |      |
| 一线队教练       | 阿迪尔森 |      |
| 一线队守门员教练 | 白珉喆   |      |
| 预备队教练       | 尹熙俊   |      |
| 预备队守门员教练 | 金日镇   |      |
| 体能教练         | 申相圭   |      |
| U18主教练        | 明珍榮   |      |
| U18教练          | 金珍圭   |      |
| U18守门员教练    | 元锺悳   |      |
| U18体能教练      | 黄志焕   |      |
| U15主教练        | 金英镇   |      |
| U15教练          | 朴赫淳   |      |
| U15守门员教练    | 宋一杓   |      |
| U15体能教练      | 郑勋基   |      |
| U12教练          | 金昞蔡   |      |
| U12教练          | 徐基晚   |      |
| U12守门员教练    | 李志勋   |      |
| 首席球探         | 金顯泰   |      |
| 球探             | 李元準   |      |
| 球探             | 郑在允   |      |

#### 后勤
| 职位       | 姓名                 | 注释 |
| ---------- | -------------------- | ---- |
| 队医       | 赵允相               |      |
| 体能训练员 | 朴成烈 皇甫勋 崔圭正 |      |
| 赛事分析师 | 金正勋 申准容        |      |
| 设施管理员 | 李天吉               |      |
| 翻译       | 金贤秀               |      |

#### 历任主教练
| #  | 姓名          | 任命       | 就职       | 离职       | 赛季      | 注释                                                                            |
| -- | ------------- | ---------- | ---------- | ---------- | --------- | ------------------------------------------------------------------------------- |
| 1  | 朴世学        | 1983-08-12 | 1983-12-22 | 1987-11-19 | 1984–87   | 首任主教练。                                                                    |
| 代 | 高在旭        | 1987-12-01 | 1987-12-01 | 1988-12-26 | 1988      | 1988年接任代理教练，1989年出任主教练。                                          |
| 2  | 高在旭        | 1988-12-27 | 1988-12-27 | 1993-12-31 | 1989–93   | 1988年接任代理教练，1989年出任主教练。                                          |
| 3  | 趙榮增        | 1993-11-23 | 1994-01-01 | 1996-11-05 | 1994–96   | 首位出任主教练的前首尔FC退役球员。                                              |
| 4  | 朴炳柱        | 1996-12-10 | 1996-12-20 | 1998-11-25 | 1997–98   | 为首尔FC夺得首个足协杯冠军。                                                    |
| 5  | 趙廣來        | 1998-10-22 | 1998-12-01 | 2004-12-15 | 1999–04   | 带队时间最长的主教练（6个赛季）。                                               |
| 6  | 李章洙        | 2004-12-30 | 2005-01-10 | 2006-12-02 | 2005–06   | 为首尔FC夺得首个联赛杯冠军。                                                    |
| 7  | 谢诺尔·居内什 | 2006-12-08 | 2007-01-08 | 2009-11-25 | 2007–09   | 首任外籍主教练。                                                                |
| 8  | 内罗·文加达   | 2009-12-14 | 2010-01-03 | 2010-12-13 | 2010      | 率队夺得双冠王。                                                                |
| 9  | 皇甫官        | 2010-12-28 | 2011-01-05 | 2011-04-26 | 2011      | 首位季中离队的教练员。                                                          |
| 代 | 崔龙洙        | 2011-04-26 | 2011-04-27 | 2011-12-08 | 2011      | 2011年出任代理教练，2012年出任主教练。 首位率队夺得联赛冠军的前首尔FC退役球员。 |
| 10 | 崔龙洙        | 2011-12-09 | 2011-12-09 | 2016-06-22 | 2012–2016 | 2011年出任代理教练，2012年出任主教练。 首位率队夺得联赛冠军的前首尔FC退役球员。 |
| 代 | 金圣宰        | 2016-06-23 | 2016-06-23 | 2016-06-26 | 2016      |                                                                                 |
| 11 | 黄善洪        | 2016-06-21 | 2016-06-27 | 2018-04-30 | 2016–2018 |                                                                                 |
| 代 | 李乙容        | 2018-04-30 | 2018-04-30 | 2018-10-11 | 2018      |                                                                                 |
| 12 | 崔龙洙        | 2018-10-11 | 2018-10-11 |            | 2018–     | 首位二次上任的主教练。                                                          |

### 管理层
| 职位 | 姓名   | 注释 |
| ---- | ------ | ---- |
| 主席 | 许昌秀 |      |
| 社长 | 张基周 |      |
| 会长 | 李在河 |      |

#### 历任主席
| # | 姓名   | 上任       | 离任       |
| - | ------ | ---------- | ---------- |
| 1 | 具滋暻 | 1983-08-12 | 1990-12-31 |
| 2 | 具本茂 | 1991-01-01 | 1997-12-31 |
| 3 | 许昌秀 | 1998-03-01 | 现任       |

## 轶事
2020年5月17日，首尔队在进行了他们在K联赛新赛季的第一个主场比赛。受到新冠肺炎疫情影响，比赛在没有观众的空球场中进行，为了填补球场看台上的部分空位置，首尔FC接受一家名为Dalcom的公司提出的建议，在看台上收置“高端人体模型”。但被通过网上直播收看比赛的球迷发现，其中一些人体模型看起来更像是性爱娃娃，有部分影像还上传至限制级网站。俱乐部的发言人表示，他们并没有对Dalcom进行背景审查，事前并没有意识到该公司在经营性用具产业，对此感到致歉。在受到各方批评后，俱乐部随后在Instagram和脸书上向受伤害的球迷道歉。
5月20日，K联赛表示首尔队的作法损害联赛形象及冒犯女性球迷，因此开出罚款1亿韩元的重磅罚单，首尔队也表示会虚心受罚。